# Abu-l-Mussàfir Fat·h ibn Muhammad Afxín
Abu-l-Mussàfir Fat·h ibn Muhàmmad Afxín (Iran, ? - Ardabil, 929) fou el darrer emir sàjida de l'Azerbaidjan del 928 al 929. Era fill del primer emir, Muhàmmad ibn Abi-s-Saj, i va succeir el seu oncle Yússuf ibn Abi-s-Saj quan va morir en una batalla al sud de l'Iraq el febrer del 928.
El califa el va nomenar (de fet, confirmar) i va tenir capital a Ardabil, però fou enverinat per un dels seus esclaus a Maragha el setembre del 929.